# Кемпно
Кѐмпно (на полски: Kępno; на немски: Kempen) е град в Полша, Великополско войводство. Административен център е на Кемпненски окръг, както и на градско-селската Кемпненска община. Заема площ от 7,79 км2.